# 鬼吹箫
鬼吹箫（学名：Leycesteria formosa）是忍冬科鬼吹箫属的植物。分布在锡金、缅甸、尼泊尔、印度以及中国大陆的贵州、西藏、四川、云南等地，生长于海拔1,100米至3,300米的地区，见于山坡、山谷、河边的林下、林缘、溪沟边以及灌丛中，目前尚未由人工引种栽培。

## 异名
- Leycesteria formosa Wall. var. stenosepala Rehd.